# Open Archival Information System
L'Open Archival Information System ou OAIS (Système ouvert d'archivage d'information) est un modèle conceptuel destiné à la gestion, à l'archivage et à la préservation à long terme de documents numériques. La mise au point de l'OAIS a été pilotée par le Consultative Committee for Space Data Systems. Après une première version publiée en 2002, l'OAIS est enregistré en 2012 comme norme ISO sous la référence 14721:2012.
Le modèle OAIS constitue une référence décrivant dans les grandes lignes les fonctions, les responsabilités et l’organisation d’un système qui voudrait préserver de l’information, en particulier des données numériques, à long terme, pour en garantir l'accès à une communauté d'utilisateurs identifiés. Le long terme est défini comme suffisamment long pour être soumis à l’impact des évolutions technologiques.

## Description
La norme OAIS est essentiellement constituée d'un glossaire et d'une définition des principaux concepts, des responsabilités liées à la mise en place d'une archive OAIS, de deux modèles détaillés — modèle fonctionnel et modèle d'information  — ; des perspectives de pérennisation et de l'interopérabilité entre les archives OAIS.
Le modèle OAIS propose une vue d'ensemble logique et cohérente de la question de l'archivage numérique. Il ne fournit aucune spécification technique, mais offre plutôt un vocabulaire et un cadre théorique pour penser différents cas de figure de cet archivage. La terminologie qui y est proposée vise à maintenir le modèle à un niveau d'abstraction général indépendant de toute application particulière et de tout environnement professionnel spécifique. La norme peut alors être utilisée par des institutions de nature très diverse : grandes bibliothèques nationales, institutions scientifiques ou archivistiques ou encore des industries ayant à conserver à long terme des quantités importantes d'informations numériques. Cette terminologie neutre a pour but de faciliter les échanges entre les différents acteurs impliqués dans le processus d'archivage électronique, dont entre autres l'archive, entendue ici au sens de service d'archives. Celle-ci y est définie comme une organisation chargée de préserver l'information pour permettre à une communauté d'utilisateurs cible (Designed community) d'y accéder et de l'utiliser. Les principales responsabilités inhérentes à l'archive sont les suivantes :  
- Négocier les protocoles de versement avec les producteurs d'informations et assumer la prise en charge des objets versés ;
- Développer une maîtrise acceptable de l’information fournie afin d'en garantir la pérennisation ;
- Définir adéquatement la communauté d'utilisateurs cible et s'assurer que l'information conservée est compréhensible pour cette communauté ;
- Mettre en place une stratégie et des procédures documentées visant à garantir la conservation de l'information contre tout imprévu ;
- Faire en sorte de rendre l'information conservée disponible pour la communauté d'utilisateurs.

Ces responsabilités englobent celles des archives papier traditionnelles, mais elles les complémentent compte tenu des risques accrus de perte de l'intelligibilité de l'information lorsqu'elle est sous forme numérique. L'environnement d'un OAIS est constitué de producteurs, d'utilisateurs et de décideurs (le management) s'échangeant de l'information. Un Paquet d'information contient les informations à archiver, à conserver ou à communiquer aux utilisateurs. Le paquet d'information contient toujours l'objet que l'on veut conserver, et les informations (métadonnées) nécessaires à sa préservation. Il en existe trois types, établis à différentes étapes de l'archive, pas nécessairement identiques :
1. Le paquet d'information à verser (SIP): Produit par le dépositaire de l'archive, selon le modèle imposé par le gestionnaire de dépôt ;
2. Le paquet d'information archivé (AIP): Contenus (Content Data Objects) et métadonnées. Produit par et pour le gestionnaire de dépôt. Ce paquet est transformé par l'archive à partir du SIP dans une forme plus facile à préserver dans le temps ;
3. Le paquet d'information diffusé (DIP): En fonction des droits de l'utilisateur qui effectue la requête et des droits de diffusion.

Cette idée de paquet permet de donner une réalité conceptuelle à ce que l'archive doit réellement conserver. Les schémas de structure de métadonnées utilisés pour décrire les archives sont essentiellement une combinaison de METS (organisation du dépôt) et PREMIS (en)(contenu des objets du dépôt).

### Environnement du modèle OAIS

Schéma illustrant les quatre principaux intervenants dans un système d'archivage conforme au modèle OAIS.

Les producteurs sont les personnes, ou plus vraisemblablement les organismes, qui fournissent l'information à conserver. En d'autres termes, le producteur délivre les informations à l'archive lors d'un accord intitulé « protocole de versement » qui définit les conditions de dépôt, le modèle de données à utiliser et ainsi de suite. Le producteur peut notamment être un chercheur dans un laboratoire élaborant des données scientifiques, une personne privée, etc. 
Vient ensuite l'archive, c'est-à-dire l'opérateur du système d'archivage. Il s'agit plus précisément de l'organisme responsable de la conservation à long terme des informations sous forme numérique.
Les utilisateurs, quant à eux, sont les organismes et les personnes qui ont accès aux objets archivés. Il est question ici de la population prioritairement bénéficiaire du service d'archivage. Il s'agit d'une communauté d'usagers à laquelle il faut garantir un accès pérenne à l'information. En effet, les services à fournir seront différents selon que la communauté est nombreuse ou non, experte ou grand public, etc. 
Le management représente les décideurs qui déterminent le mandat, les priorités et les orientations de l'archive, en cohérence avec la politique générale de l'entreprise. C'est au management que revient la tâche de soutenir le dispositif, politiquement, financièrement et sur le très long terme. 

### Le modèle fonctionnel

Schéma fonctionnel du modèle OAIS.

Le modèle OAIS définit le fonctionnement de l’archive, c’est-à-dire les différentes entités fonctionnelles et la façon dont elles s’articulent entre elles. Ces entités sont essentielles afin de garantir la pérennisation de l’information dès sa prise en charge jusqu'à sa transmission à la communauté d'utilisateurs cible. Les différentes entités sont :
- L'entité « entrées » : elle reçoit les paquets d'information à verser et les transmettent au stockage. Elle régit le mécanisme de dépôt des paquets d'information, les contrôles d'accès associés et les interactions entre le producteur et l'archive survenant lors du processus de versement[6].  Elle procède également à la vérification de la conformité des paquets d'information reçus au regard des exigences préalablement définies dans le protocole de versement ;
- L’entité « stockage » : stocke et sauvegarde les paquets d'information archivés. Elle assume la gestion du parc de supports, ce qui implique le suivi de leur vieillissement, leur remplacement, la gestion de l'espace disponible, les procédures de sauvegarde, etc. Elle s'occupe d'ailleurs des migrations de supports chaque fois que cela est nécessaire ;
- L’entité « gestion de données » : accomplit les mises à jour (ajouts, modifications, suppressions) et l'administration de la base de données qui contient les informations de description[6] Cette base de données renferme une description complète du fonds de l'archive. Cette entité reçoit aussi les interrogations des utilisateurs à travers l'entité « accès » et renvoi les réponses ;
- L’entité « administration » pilote le système et entretient une relation avec les acteurs externes de l'archive ;
- L’entité « planification de la pérennisation » : assure une veille technologique et propose les évolutions et les stratégies pour prévenir l'obsolescence ;
- L’entité « accès » : communique les paquets d'information diffusés aux utilisateurs. Elle constitue notamment l'interface entre les utilisateurs et le système. Outre les fonctions de contrôle d'accès, il s'agit surtout de permettre aux usagers de rechercher parmi les objets archivés et de leur fournir les objets dont ils passent commande[4].

Chacune de ces entités est associée à des rôles et des fonctions et doit communiquer avec les autres sous la forme de flux de données.

### Le modèle d'information
Le modèle d'information définit le contenu des paquets d'information, c'est-à-dire la composition des objets (numériques ou non) destinés à être préservés, ainsi que toutes les informations nécessaires à assurer cette préservation.
Ces métadonnées incluent notamment l'information permettant une représentation informatique complète et minimale de l'objet (structure, type de données, etc.) ainsi que  l'information servant à la  pérennisation de ces structures. Ces dernières identifient l'objet, décrivent son cycle de vie dans l'archive OAIS et assurent son intégrité.

#### Monographies
- Banat-Berger, F., Duplouy, L., & Huc, C. (2009). L'archivage numérique à long terme : les débuts de la maturité ?. Paris, France : La Documentation française.

#### Articles de périodiques
- Meissonnier, A. & Roques, R. (2015). L'archiviste, les normes et le droit. La Gazette des archives, n° 240 « Voyages extraordinairement numériques : 10 ans d'archivage électronique, et demain? », pp. 135-151. Repéré à https://www.persee.fr/doc/gazar_0016-5522_2015_num_240_4_5290
- Aliouali, N., & Dahmane, M. (2007). La préservation des documents numériques : Enjeux et stratégies. RIST, 17(1-2), 15-33. Repéré à http://www.webreview.dz/IMG/pdf/Aliouali-rist.pdf
- Kalbermatten, B. (2014). Les métadonnées dans les paquets d'information SIP et AIP : De leur création à leur gestion. Sciences de l'information : théorie, méthode et pratique, 3(1), 33-46. Repéré à https://bop.unibe.ch/iw/article/view/3478
- Roussel, S. (2012). Le champ normatif de l'archivage électronique. La Gazette des archives, n° 228 « Normalisation et gestion des documents d’activité (records management) : enjeux et nouvelles pratiques pour notre profession », pp. 59-76. Repéré à https://www.persee.fr/doc/gazar_0016-5522_2012_num_228_4_4984?q=p%C3%A9rennisation+archivage+num%C3%A9rique
- Lupovici, C. (2000). Les stratégies de gestion et de conservation préventive des documents électroniques. Bulletin des bibliothèques de France, 45(4), 43-54.